# Peugeot Type 122
La Peugeot Type 122 est un modèle d'automobile produit par le constructeur français Peugeot en 1910.